# Rota (motorfietsmerk)
Rota is een historisch Italiaans merk van motorfietsen.
Felice Rota uit Biella ontwikkelde in 1950 een 500cc-viertakt motorfiets in toer-, sport- en raceversie. In 1952 eindigde de productie.